# بولدو (آلاباما)
بولدو (به انگلیسی: Boldo) یک منطقهٔ مسکونی در ایالات متحده آمریکا است که در آلاباما واقع شده‌است. بولدو ۱۴۱٫۱۲ متر بالاتر از سطح دریا قرار دارد.